# Глембока (Зомбковицький повіт)
Глембока (пол. Głęboka) — село в Польщі, у гміні Зембиці Зомбковицького повіту Нижньосілезького воєводства.
Населення — 139 осіб (2011).
У 1975-1998 роках село належало до Валбжиського воєводства.

## Демографія
Демографічна структура станом на 31 березня 2011 року:
|          | Загалом | Допрацездатний вік | Працездатний вік | Постпрацездатний вік |
| -------- | ------- | ------------------ | ---------------- | -------------------- |
| Чоловіки | 83      | 12                 | 64               | 7                    |
| Жінки    | 56      | 8                  | 34               | 14                   |
| Разом    | 139     | 20                 | 98               | 21                   |